# Alex Benn
Alex Benn (Buenos Aires, 16 de Dezembro de 1961) é um ator argentino.

## Biografia
Começou sua carreira, com cursos de atuação no Teatro Tablado e no Teatro Dirceu de Mattos do Rio de Janeiro, Brasil. Seguiu sua formação em Los Angeles, Estados Unidos, no Milton Katselas Workshop e no Actors Studio. Já na Argentina, tem uma ampla carreira no cinema, teatro e televisão.
- TV

No Brasil ficou conhecido como, Júnior na Novela Chiquititas Brasil, no SBT, em que fazia o par romântico com Flávia Monteiro, fez também Lalola, que também passa no SBT e Donas de Casa Desesperadas da RedeTV!.

## Filmografia

### Televisão
- 2008 "Vidas Robadas", Telefe
- 2007 "La Noche antes"  - Martín Miguel de Güemes
- 2007 "Romeo y Julieta" - Bruno Montero
- 2007 "Television X la identidad", cap. 3, "Nietos de la Esperanza",Telefe
- 2007 "Lalola", América
- 2007 "Donas de Casa Desesperadas", Brasil - RedeTV!
- 2005 "Floricienta", Canal 13
- 2005 "Un cortado", Canal 7
- 2005 "Doble vida", América
- 2005 "Amor en custodia", Telefe
- 2004 "Ensayos", "Uno en dos", Canal 7
- 2004 "Ensayos", "Una noche de espanto", Canal 7
- 2004 "Locas de amor", Canal 13
- 2003 "Rebelde Way", América - Júlian
- 2001 "El sodero de mi vida", Canal 13
- 2000 "Luna Salvaje", Telefe
- 2000 "Primicias", Canal 13
- 2000 "Lugones & Di Giovanni", Canal 7
- 1999 "Verano del 98", Telefe
- 1999 "La mujer del presidente", Telefe
- 1998 "Gasoleros", Canal 13
- 1997 "Mi cuñado", Telefe
- 1997 "Chiquititas Brasil", SBT - Júnior/Rif-Raf (José Ricardo Almeida Campos Jr.)
- 1996 "Los ángeles no lloran", Canal 9
- 1996 "Montaña Rusa II", Canal 13
- 1995 "La hermana mayor", Canal 9
- 1994 "Un hermano es un hermano", Telefe
- 1994 "Nueve Lunas", Canal 13
- 1994 "Solo para parejas", Canal 9
- 1994 "Sin condena", Canal 9
- 1993 "Primer amor", Canal 9
- 1993 "300 kilates", América
- 1993 "El gordo y el flaco", Telefe
- 1992 "Luces y sombras", ATC
- 1992 "Alta Comedia", Canal 9
- 1992 "Patear el tablero", Canal 9
- 1991 "Buenos Aires, háblame de amor", ATC
- 1991 "Chiquilina mía", Canal 9
- 1990 "Clave de Sol", Canal 13
- 1990 "Así son los míos", Canal 13

### Cinema
- 2002 "No todo lo que es oro brilla", Dir. Alex Benn. Mediometraje en video
- 2000 "Dostoyevski 1 peso", Dir. Alex Benn. Cortometraje
- 2000 "El ilustre desconocido", Dir. Alex Benn. Cortometraje
- 2000 "Ud. lo padece", Dir. Alex Benn. Cortometraje
- 2000 "Una mañana diferente", Dir. Alex Benn. Cortometraje
- 2000 "Cuestión de oído", Dir. Alex Benn. Cortometraje
- 1996 "Vikings", Dir. María Stagnaro. Cortometraje
- 1996 "The man who captured Eichmann", Dir. William Graham. Producción norteamericana
- 1995 "Casas de fuego", Dir. Juan Bautista Stagnaro
- 1995 "Caballos Salvajes", Dir. Marcelo Piñeyro
- 1989 "Ojos Azules", Dir. Reinhard Hauff

## Teatro
- 2016 "Alapucha", Dir. Alex Benn
- 2011 "Días Contatos", Dir. Alex Benn
- 2009 "Illia", Dir. Alberto Lecchi
- 2004 "Undertinos" de Alex Benn, Dir. Alex Benn
- 2004 "L´América de Severino" de Alex Benn, Dir. Alex Benn
- 2003 "Macbeth" de W. Shakespeare. Dir. Alex Benn
- 2002 "De buena fe" de Irene Ickowicz. Dir. I. Ickowicz
- 2002 "Serena" de Alex Benn. Dir. A. Benn
- 2001 "El codo yola" de Luis Macchi. Dir. L. Macchi
- 2000/01 "Bent" de M. Sherman. Dir. Alex Benn
- 1999 "Crimen y castigo" de F. Dostoyevski. Dir. Ricardo Aráuz
- 1997 "Un cielo propio" de Alex Benn. Dir. Roberto Villanueva
- 1996 "Maradooo" de Alex Benn. Dir. Alejandra Darín y Alex Benn
- 1994 "Roberto Zucco" de Bernard-Marie Koltes. Dir. Daniel Fanego
- 1992/93 "Azul profundo" de JP Shanley. Dir. Luis Luque
- 1992 "Preludio de un beso" de Craig Lucas. Dir. Carlos Evaristo
- 1990 "Huérfanos", de Lyle Hessler. Dir. Aníbal Morixe
- 1990 "Gente como uno" de Nancy Gilsenan. Dir. Héctor Presa
- Brasil

"Chapeuzinho Vermelho" de M. C. Machado. Dir. Maria Clara Machado
"A barca do inferno" de Gil Vicente. Dir. Carlos Wilson